# Shōta Matsuhashi
Shōta Matsuhashi (japanisch 松橋 章太 Matsuhashi Shōta; * 3. August 1982 in der Präfektur Nagasaki) ist ein ehemaliger japanischer Fußballspieler.

## Karriere
Matsuhashi erlernte das Fußballspielen in der Schulmannschaft der Kunimi High School. Seinen ersten Vertrag unterschrieb er 2001 bei den Ōita Trinita. Der Verein spielte in der zweithöchsten Liga des Landes, der J2 League. 2002 wurde er mit dem Verein Meister der J2 League und stieg in die J1 League auf. Für den Verein absolvierte er 118 Ligaspiele. 2008 wechselte er zum Ligakonkurrenten Vissel Kobe. Für den Verein absolvierte er 13 Erstligaspiele. 2010 wechselte er zum Zweitligisten Roasso Kumamoto. Für den Verein absolvierte er 38 Ligaspiele. 2012 wechselte er zum Drittligisten V-Varen Nagasaki. 2012 wurde er mit dem Verein Meister der Japan Football League und stieg in die J2 League auf. Ende 2013 beendete er seine Karriere als Fußballspieler.